# کوروش معصومی
کوروش معصومی (متولد ۱۰ تیرماه ۱۳۵۴ در شمیرانات تهران) بازیگر ایرانی است.

## زندگینامه
دوره دبیرستان را در دبیرستان رشد گذراند. در سال ۱۳۷۲ در دانشگاه آزاد رشته مهندسی کامپیوتر - نرم‌افزار مشغول به تحصیل شد. با وجود علاقه وافر به بازیگری و کارگردانی از دوره نوجوانی به دلیل فشار خانواده مجبور به ادامه تحصیل در رشته کامپیوتر شد. در سال ۱۳۷۵ در اولین آزمون دوبلوری که توسط "سروش" برگزار شد، شرکت کرد و جهت شرکت در کلاس‌های دوبلاژ پذیرفته شد. در همین دوره به همراه جمعی دیگر از هنرمندان جهت تست بازیگری به مهران مدیری معرفی می‌شود و از همین طریق به جمع بازیگران مجموعه نوروز ۷۷ شبکه دو سیما می‌پیوندد.

## فعالیت‌های تلویزیونی
- جمعه بازار (رامبد جوان)
- کت جادویی (محمدحسین لطیفی)
- کوچهٔ اقاقیا (رضا عطاران)
- دختران
- خنده بازار (شهاب عباسی)
- شکرآباد (شهاب عباسی)
- نگى كه نگفتى
- دست‌انداز (شهاب عباسی)
- با عرض معذرت (محمدرضا حاجی‌غلامی)

## فیلم‌ سینمایی
- معادله
- شام عروسی
- تاکسی نارنجی
- عروسک
- شب‌های تهران